# YAKSA -ヤシャ-
『YAKSA』（ヤシャ）とはハヤトコウジによる漫画作品。タイトルは「YAKSA」という綴りで「ヤシャ」と読む。番外編『幻燈忍伝』についても取り扱う。

## 概要
1989年、第37回手塚賞に読切版の「YAKSA」が準入選。その作品を含め『月刊少年ジャンプ (MJ) 』にて2度読み切り作品として掲載された後に連載化。『MJ』1990年（平成2年）2月号から1991年（平成3年）4月号、同年11月号から1992年（平成4年）10月号まで連載。MJ増刊の『ジャンプオリジナル』1991年2月号にて本編とストーリー上繋がりがある番外編が掲載されている（本編の連載で穴があいているのは筆者が胃の病気で連載が一時中断されたため）。単行本は全7巻。連載ではガゴゼやヴァーユとの対決シーンはほぼ完全にカットされたが、単行本では大幅な加筆により決着が付けられている。

## あらすじ
戦乱により荒廃と無秩序の世界が残り、弱体化した警察力によって政府犯罪人逮捕への民間協力を求め「報奨金制度」を導入する。それによって、犯罪人たちは「賞金首」と呼ばれるようになる。これによって犯罪人（賞金首）を逮捕することによって得られる報奨金を生活の糧とする「賞金稼ぎ」と呼ばれる人間が現れる。社会は無秩序だが、通貨などはきちんと存在する（単位はゴールド）。
この時代に子供ながらにして凄腕と評判の賞金稼ぎ「ヤシャ」は、凄まじい剣術と自分独自の工夫を凝らした両刃の日本刀で高額の賞金首を主に殺すことによって生計を立てつつ、旅を続ける。

## 報奨金システムと作中の社会
報奨金の金額は賞金首の罪状によって決まり、逮捕方法は問われないために多くの賞金稼ぎは自らの戦闘力によって賞金首を抹殺することが多い。また、政府というものが存在し、通貨というものが重宝されるものの、荒廃した世界では銃器等は生産困難なためか大変貴重で高額なため、自らの戦闘力により賞金首を抹殺する賞金稼ぎや賞金首は基本的に近接武器（日本刀、剣、短剣、槍、鎌、ナタなど）を使うものが多い。その他、麻酔針を使用するものもいる。特に日本刀が多い。
また、賞金稼ぎの中でも戦闘力、人格、その他が優れているものは「聖特吏」という政府お抱えの賞金稼ぎになることもできる。彼らは賞金首を倒しても報奨金は貰えず、毎月の手当てで生活するため貧乏暮らしとなることが多い。しかし、このような時代「聖特吏」という称号に誇りを持つことに魅力を感じる者もおり、聖特吏は少なくない。
作中では学校制度も崩壊しているのか、成人した男女がままごとのようなやり取りで結婚の約束をしていたり、専門技術的な仕事も徒弟制度と言う形で継承されている模様。「国」と呼ばれる行政機関もこのような制度を採用せねばならない状況を苦々しく思っていたのか、作品終盤で国民すべてをシェルターに収容、国内全土を人間が居住不可能な状態にすることで隠れ住む賞金首を一掃する計画を実行。最終回では一から仕切り直され平和になった様子が描かれている。

## 登場人物
ヤシャ
主人公。子供ながらにして高額な賞金首ばかりを専門に狙う名の知れた凄腕の賞金稼ぎ（ただし、容姿や子供であることなど、名前以外の情報はほとんど知られていない）。武器は両刃の日本刀。そのために峰打ちなど不可能。生まれつき恐ろしい顔つきをしているが普段は無理矢理ニコニコして顔を作ることにより「普通の子供」を演じている。野盗や賞金首が襲ってきた場合や第三者が襲われかけているときに、本来の顔に戻って皆殺しにする。また変わるのは顔だけでなく、言葉使いも変わる。賞金首を殺すときも同様。基本的にあまり好戦的ではないが、一度刀を抜くと容赦なく、相手を殺さないことは稀。
この作品内で唯一「両刃の日本刀」という特殊な武器を持つ男。両刃の刀には工夫が凝らされており、片方はカミソリのような切れ味、もう片方はナタのような重みを持つ（両刃にしているのは斬り返す手間を省くなどが理由）。筆者は「『月刊少年ジャンプオリジナル』平成3年2月号の番外編でヤシャの刀について（これに関しては後述）の作品を書いたが、この後に刀が両刃になるエピソードを書く前に連載が終了してしまった」と幻燈忍伝の単行本で書いている。
とある賞金首（ガゴゼ）が犯した女性の子として生まれる。その女性は生まれる子に罪はないとして子を産むが、自分を犯した賞金首同様、鬼のような形相をしていた。子を産んだことを後悔し、自分を犯した賞金首の影におびえ精神がおかしくなったことによりヤシャの母は死んでしまう。父にあたるその賞金首が母を殺したも同然と考えたヤシャは、名も知らぬ父を斬殺するために旅を続ける。
幼い頃から賞金首の子として虐げられ、母は人殺しの血が流れている子を産んだことをひたすら後悔していた。友人と呼べる人間もなく、自分のために何かをしてくれる人間がいなかったため、初めて自分を助けてくれたバルゴをチェダが殺したことに激怒し、血まみれになりながら恐ろしい表情でチェダを一刀両断にする。
あるとき野盗から助けた老人に「坊やはまるでヤシャのようだ」と言われてヤシャという名を自分につける。この老人の言う「ヤシャ」は「いつもは穏やかな顔をして皆を見守っているが、皆を苦しめる敵が現れると恐ろしい形相になって敵と戦う神様」という意味で、本来の「夜叉」と合致しているか否かはわからない。作中でも度々「子供」と言われるヤシャの年齢だが、作中でも明確な年齢は明かされていない。だが、後述のバルゴと同年代だとすれば本編開始時で10代前半から半ば程度と考えられる。
ソーニャ
麻酔針を使って基本的に低額の賞金首を生け捕りする女賞金稼ぎ。女好きの凄腕賞金首に犯されそうになっているところをヤシャに救われる。賞金首以外でヤシャの顔（本来の恐ろしい形相）を見て逃げなかった初めての人間。そのヤシャの顔に「怖さ」と同時に「悲しみ」を感じる。「殺人」を極度に嫌い、ヤシャの「父親を殺す」という旅の目的を知って思いとどまらせようとついていくようになる。
とある村の村長の娘として生まれるが、幼い頃に重病にかかってしまう。父は正当な報酬しか貰わない（ボラない）医者を呼んだが、特殊な薬品を買うための資金が必要になってしまう。しかしその村には子供が彼女一人であり、村人達が村中の金を集めて彼女を救う。その後、賞金首によって村人は彼女以外全員殺され、村も焼かれてしまう。彼女も自殺しようとするが「みんなにもらった命、みんなの分まで生きる、絶対に死ぬものか！」と決意し今日に至る。
ヤシャという「子供」の気持ちを理解できる唯一の「大人」である。後半はその熱血漢と強い性格でヤシャのピンチを救ったりすることもある。ヤシャが瀕死で敵から追われているとき、自分の血をヤシャに輸血したため体が弱っているにもかかわらず、大きい布でヤシャを体に巻きつけてバイクで逃げ、顔を殴られ流血しながらもヤシャの刀を抜いて戦い、その気迫からくる恐ろしい形相は相手が震えるほどである。最後のかまいたちと戦うヤシャを庇って斬られるが、シウジから贈られた刀の鍔で致命傷は逃れる。ヤシャによってシェルターに送られ、社会が再構築されてからは賞金稼ぎではなく仕立ての仕事をしながらヤシャを待ち続けていた。
モース
普段はとぼけた老人を演じているが、実は「筆頭聖特吏」と呼ばれる地位にある凄腕。杖は仕込み杖で、実は真剣である。若きとき（そのときはまだ聖特吏）に孤児になってしまったリオンと妹を引き取り、リオンに剣術を教える。筆頭聖特吏になるだけあり、腕も相当なものである。
リオン
「無双流十字剣のリオン」と呼ばれる凄腕の聖特吏。両親が賞金首に殺され、幼い妹と2人残されるが聖特吏モースに引き取って育てられ剣術を仕込まれる。刀を2本持ち、2本の刀を交差させる太刀筋で敵を倒す。次の筆頭聖特吏候補になるほどの腕を持つ。
モースの影響で聖特吏になるが、金回りが悪く妹が病を治すことができず妹は病死。聖特吏というシステムに反感を持つようになり、黄金を溜め込んでる賞金首のアジトにヤシャ達と一緒に潜り込む。目撃者としてヤシャを殺そうとするが、返り討ちにあう。実は昔、斬った賞金首に小さい子供がおり、過去の自分のような孤児を生み出してしまったことに深く悲しみ、黄金を資金にしてその孤児を育てようと考えていた。
ブロン
WARDANCE（ウォーダンス）という街に住んでいた賞金稼ぎ。背に麒麟の刺青があり、凄腕として名を馳せる。噂では昔に死んでしまったといわれて墓もある。ブロンの墓を飲んだくれの老人が墓守しているが、実はその老人がブロンである。ヤシャの父親との勝負に負けた際に剣を封じることを命令され、ヤシャとの勝負が勝負の続きとヤシャの父親は言う。
現在はウォーダンスの街は野盗の住み家になってしまっており、野盗の雑用を押し付けられている。ヤシャの太刀筋と顔を見て確信し、ヤシャと勝負をする。その際、自分だけが相手の太刀筋を見たのは不公平とし「自分の太刀筋を見せる」と言って、野盗達を瞬時に一掃する。
ヤシャとの対戦は激戦を繰り広げるが、刀を折られ敗北。ヤシャの父の手掛かりとして知っていること「ヤシャと父親は太刀筋が同じ」「ヤシャの父親の名はガゴゼ」という2つのことを伝え死ぬ。
シウジ
ブロンの息子。自称「斜陽剣のシウジ」で、斬った相手の血で夕日のごとく赤く染める剣という意味。強い相手がいると戦いたくなる性分で、自分が強くなるための修行も非常に積極的。右手で刀を持ち、刀を水平にして左手は軽く刀を持って、両手首を交差させて構え刀を垂直方向に回転させる戦い方が独特。ブロンがヤシャと対決する前に無理矢理「野盗の用心棒」という理由を作り、ヤシャと戦う。しかし、対戦中ブロンに止められ「ブロンの方が先という約束」ということでヤシャとの対戦を止められる。
ブロンを斬ったヤシャに「いつかお前を斬る」と言ってヤシャとソーニャに着いていく。この言葉の意は「恨み」ではなく「真剣勝負でヤシャに勝つ」という意である。恨みではないことは本人もハッキリ述べており、実質ヤシャと一緒に行動するときも友人のような接し方である。途中でヤシャとの腕の差を深く感じ、ヤシャと一緒にいても腕の差が縮まらないと判断して別行動を取る。その後、かなり腕を上げてヤシャ達の前に現れる。
ヤシャが刀を握れなくなったときに「かまいたち」の首領を始め4人と激戦を繰り広げ、命がけでヤシャとソーニャを守る。右手の指全部と左手の小指と薬指が砕けているにもかかわらず、右手をソーニャにバスローブの帯で刀に縛り付けてもらって戦う。かまいたちの首領と部下を同時に相手しつつもひけをとらず、相手の攻撃を喰らいながらも一人ずつ倒していく様は、かまいたちの首領をも怯えさせて討ち取るも自身も致命傷を負い、ソーニャに自身の刀の鍔を形見として贈る。
ヴァーユ
有名な舞師。その踊りはシウジが「ゾクゾクするくらい」というほど凄いが、とある城塞都市ギダの軍団を瞬時に抹殺したり、銃弾を涼しい顔してよけるほどの戦闘力を持つ。動きはまさに「ヴァーユ（風という意）」のように華麗かつ美しい男性。一人旅の危険を痛感したので、旅のお供をさせて欲しいと言ってヤシャやシウジに近づくが、実はガゴゼの使いであり、ヤシャの偵察が目的。この漫画では珍しく刀や剣を使わないキャラで、紐をつけた手裏剣や袖に仕込んだ複数の刃を使う。ガゴゼに強い忠誠心を持っている。ガゴゼに自分の対戦相手として十分見込みがあるというほどの強さを持っている。
普段は目を閉じていることが多く、ここぞというときに目を開ける不気味なキャラ。風を操れるとのことから、長髪が頭上に流れて立つ髪形で出てくるときもある。『月刊少年ジャンプ』で連載当時はファンレターでヴァーユは女性人気が相当高かったらしい（当時雑誌の外枠に書かれていた）。
ブレンダン
自称「一角剣ブレンダン」、右手で刀ではなく剣を持つ。なお、左手首がない（昔チェダに斬られた）。大柄で、大怪我の状態にあっても手首のない左手につけた金属の篭手を鈍器の代わりとして使い、兵数人をあっという間に片付けるほどのパワーを持つ。元々は王国ギダの王女リサの教育係であった。リサに対する忠誠心は自分の命を捨ててまで守ろうとするほど。城塞都市ギダのレジスタンス幹部。
リサ
レジスタンスのリーダー。城塞都市ギダが王国であったときの王女。幼いときに地方一の豪商に城の者が買収され、王と妃が毒殺される。ブレンダンとともにギダを離れ、ギダの領主（豪商）を倒してギダの街を取り戻すことを誓いギダから逃げ、レジスタンスを結成する。
バルゴ
レジスタンスのアジトになっている食堂の子供。一人前と認めてもらいたくて、背伸びをする。最初はヤシャをひがむが、話をしているうちに互いに打ち解け仲良くなる。チェダによって重傷を負わせられるが、その身で命がけでヤシャのピンチを救う。その際、ヤシャの顔が変わっていても本人とわかる。チェダに殺されるが、最後に「俺だって人の役に立てる」といって安らかに眠る。
城塞都市ギダの領主
戦災をまぬがれたギダの街の領主。実は元々は商人で、支配欲に狩られ城の者を買収し王と妃を毒殺して領主となる。大変強欲でプライドも高く、ギダに住むときには法外な金を要求する。また、その後も高額の税金を要求する。
自分の近衛兵がヤシャやシウジに劣ることを見せ付けられ、怒り奮闘。一時的にギダの街から外に旅人を出すことを武力を使って無理矢理行い、ヤシャ、シウジ、ソーニャ、ヴァーユの4人を倒すことを兵に命じるがヴァーユによって返り討ちにあう。これにより、地下牢に閉じ込めておいた衛士隊長チェダを牢から出し、ヤシャ達を倒すように命じる。
チェダ
ギダの衛士隊長。もめごと好きかつ何事にも徹底的にやる主義で、加減というものを知らない性格。暴走すると領主ですら止められない。そのため、過去レジスタンス狩りを行ったときに街の半分が火と化した（ブレンダンの左手首はそのときに斬った）。しかし、そのときガゴゼがチェダを捕まえ、牢に閉じ込める。
ワイヤーを巧みに使い、宙に浮いたり、見えない高速の刃を飛ばしている様に見える攻撃をする。狭い室内では無類の強さを誇り、部屋中に多数のワイヤーを張り巡らせ、前後左右から無数の刃が飛んでくる様な状態を作り出す。この技はチェダの普段の技を瞬時に見切り、チェダを噂ほどではないと言っていたヴァーユに「やぶることは不可能かもしれない」と言わせ、ヤシャを苦戦させる。
かまいたち
残虐非道かつ正体不明の賊集団。正体を知られたものは皆殺しにするため、賞金首にできない。5人それぞれ役割があり、それぞれが凄まじいレベルの高さを誇る。5人のうち4人は名前がないが、上下関係は存在する。
首領
槍を使う。部下との連携プレイや槍の使い方などは一流で、突きの威力はプレートアーマーをも軽く貫通させる威力を持つ。
首領の左の男
刀を使う。首領と行動を共にしていた。
首領の右の男
左の男と同じく武器は刀。
アイオン
かまいたちの一人。薬に大変精通しており、猛毒と街に居た賞金稼ぎを上手く使ってヤシャが刀を握れないようにする。薬によるドーピングで本人単体の動きもなかなかのもの。他人の脳を壊し操れるようになる薬ももっており、アイオン自体は薬に耐性があるためにその薬を飲んでも脳はやられない。腕の根元に不気味な斑点が多数ある。ローブに身を包み、目元と長い前髪のみを外に出している外見が特徴的。
聖特吏の男
刀を使う。聖特吏になり、賞金稼ぎや聖特吏の動きを掴む情報役。刀の腕も相当なものであるが普段は加減している。しかし、加減しているといっても剣術に優れた聖特吏レベルで、本気を出したときは聖特吏数人をあっという間に斬殺するほどの腕である。

ビゴ
モースと2人、ガゴゼを知っている人間数少ない人間。モースの前の筆頭聖特吏であり、リレイドの師にあたる。モースとは元同僚でよき友人。
ガゴゼ（リレイド）
ビゴの弟子の一人で天賦の才と努力にて凄腕の聖特吏であった。二枚目で女性にも非常にモテていたが全く興味を示さず剣の道のみに生き、それを生きがいとする。剣の奥義「無の境地」まで達し「天の理（ことわり）」を手にした。しかし、リレイドは無の境地に達してしまったため、その剣はもはや形だけになってしまう（詳細な後述）。剣にのみ生きてきたが、剣に裏切られたことに失意して姿を消した。顔が鬼のような形相になり、リレイドという人間を捨て「ガゴゼ」と名乗るようになる。
すべてを手にしてしまったために感じるものがなくなってしまった。そのとき、もう一度命を燃やすような勝負をしてみたくなり、強者（ブロン、チェダなど）のところへ向かうが、ガゴゼにかなうものはいなかった。強者を求める過程の一つで自分の子を作り、自分とまともに戦える相手「ヤシャ」を作り出した。
普段は仮面をしており、戦闘時のヤシャのような形相をしている。しかし、ヤシャと命を燃やす対戦ができるとわかり、ヤシャを待つ決心がつくと顔も昔に戻る。武器は刀。ヤシャと太刀筋は同じであるが、両刃ではない。強さは半端ではなく、初めてヤシャと会ったときはヤシャを子供扱いするほど。
「天の理」を手にしているため、峰打ちでヤシャの記憶を消したり盲目を治したりできる（ヴァーユは生まれつき盲目であった）。

## ヤシャの両刃の日本刀について
戦闘中に自分の刀が折れてしまったため、近くの村の鍛冶屋の老人に刀を打ってもらおうとした。
その鍛冶屋は刀は打たない人間であったが、かつてはその人ありといわれた名刀鍛冶で、日々精進を重ね完璧ともいえる名刀「富嶽」を作製していた。剣術の腕がない者でもナタを簡単に斬れるほどの凄まじい斬れ味をもつ。あまりの素晴しさに自分の家にしまいこんでいたが、留守中に噂を聞いた野盗に強奪され、息子夫婦が殺される。その後は刀を打つことは止めて暮らしていた。
ヤシャの滞在中、「富嶽」を強奪した野盗が富嶽の対になる名刀「黒雪」を孫を人質にとり要求する。ヤシャの折れた刀を見てその腕を見抜いた鍛冶屋は「黒雪」を渡し、孫娘の救出を願う。そしてヤシャは野盗の持つ「富嶽」を「黒雪」で折り斬殺する。「黒雪」は「富嶽」の対になる刀であるが、「富嶽」を打つために鍛冶屋が己の邪気を封じ込めるために打った刀であり、妖刀の類である。
この話の後に筆者は「黒雪」（あるいは別の刀）が両刃になるエピソードを書く予定であった。普通日本刀を両刃にすると強度の問題があるだろうが、この番外編の後「両刃になるエピソードを書くつもり」と筆者が書いていることと「妖刀（名刀）黒雪」ということを考えると、ヤシャが「黒雪」を両刃にするという構想があったと考えれば強度の問題も不自然ではない。
なお、この刀の話は本編ではなく、番外編である（両刃であることは本編の当初から描かれている）。

## 無の境地と天の理について
この作品において「無の境地」とは、魂を解き放ち「己でないものをなくす」ということであり、ガゴゼは世のすべてと同化することが可能となっている。「風が吹けば桶屋が儲かる」のことわざのように、些細な何事かを発端に、想像もつかない現象が起こることがあるが、ガゴゼは意図的に「発端」を作り、自分の思うような結果を生むことができる。
自分と対決できる強者を作るために、一人の女を犯してその子供を生ませる。妊娠させ、自分とそっくりの鬼の様な形相をした男児が生まれ、自分を恨み自分を殺しに来る、という状況をガゴゼは意図的に作り出した。直接手をくだすわけではなく、何かのきっかけを作ることにより、通常なら意図的には起こせない結果（ガゴゼと対決できる強者を生み出すということ）を確実に生み出すことができる。ヤシャがすぐには自分に辿り着かないよう情報を制限するなどし、様々な手段でヤシャが強くなるよう仕向け、最終的にヤシャを（始めから十分強かったが）自分と対等に戦えるところまで腕を上げさせた。
リレイド（後のガゴゼ）が「剣に裏切られた」というのは、天の理を手にしたリレイドにとって、剣の勝負に勝つための答えが戦う前に判ってしまうことだった。どのような軌跡で刀を振り、どのような力を入れれば勝てるという答えが既にわかってしまうため、リレイドの体は命令されたことを実行するだけのものとなり、勝負の勝ちが確定してしまっている。また、失望する際にリレイドは「ただ木偶のように剣を振るだけ」と表現している。剣の勝負というものに人生を捧げてきたリレイドにとって「勝負の結果が決まっている（既に勝負というものが成立していない）ため、感動というものがない」「自分が勝負に勝つという過程において関われない」というのは耐え難い現実だった。
作品の結末から、ガゴゼ以外のキャラが無の境地を会得したか否かは不明である。自分のように無の境地を会得した相手と戦えば、勝負は互角になり得るかもしれない、と思ったガゴゼは他の人間が無の境地を会得することを望んだ。しかし、ガゴゼ自身が「現象を変えるのは人の意志の力」と述べており、強い意志を持った人間がガゴゼを打ち負かすこともあるかもしれない。例えば、ヤシャがガゴゼと初めて対面した際に、（ヤシャの死に際にガゴゼから「いくのか？」と問われ、別れを告げたことに対し※第6巻）「なぜ生きて戻ったのか知らぬが」と発言しているが、ヤシャのソーニャに対する想いがガゴゼの想定した結果を変えたともとれる。すなわち、作中の世界での「理（ことわり）」は、人の強い意志が現象を変える可能性があるということである。